# 岡瓦納巨龍屬
岡瓦納巨龍屬是泰坦巨龍類恐龍的一屬。牠的化石發現於巴西，這個地區在白堊紀（約7000萬年前）時是屬於南方的岡瓦那大陸，因而得名。就像其他的蜥腳下目，岡瓦納巨龍高大，吃樹端的葉子及樹枝。岡瓦納巨龍的最近親是風神龍。模式種是弗氏岡瓦納巨龍（G. faustoi），在1999年被正式描述、命名。
中段尾椎的椎體延長。脊椎側孔的外形接近淺凹處。毒癮龍也有類似的脊椎特徵，但脊椎側孔更深入脊椎，形成兩個脊椎腔室。中段尾椎的神經棘向前傾斜。脊椎類似雪松龍、毒癮龍、風神龍。

## 外部連結
- 岡瓦納巨龍的法文網站
- 恐龍博物館——岡瓦納巨龍